# Seonghwan (métro de Séoul)
Seonghwan (hangeul : 성환 ; hanja : 成歡) est une station de passage de la ligne 1 du métro de Séoul. Elle est située au 237-5 Seonghwan 1-ro, dans le bourg Seonghwan-eup de l'arrondissement Seobuk-gu de la ville Cheonan-si, dans la province Chungcheongnam-do, au sud-ouest de la ville de Séoul en Corée du Sud.
La gare d'origine ouvre en 1905 et la station de métro en 2005. Elle est desservie par les rames de services omnibus et express de la ligne 1 sur les quais 1-2 et 7-8. Elle est en correspondance directe avec la gare de Seonghwan desservie notamment par des trains Mugunghwa sur les quais 3-4 et 5-6.

## Situation sur le réseau

Plan du réseau (2023)

Établie en surface, la station Seonghwan est une station de passage de la ligne 1 (branche Guro-Sinchang) du métro de Séoul, elle est située : entre la station Pyeongtaek, en direction du terminus nord-est Yeoncheon, et la station Jiksan, en direction du terminus sud-ouest Sinchang.

## Histoire

### Gare ferroviaire
La gare d'origine est ouverte le 1er janvier 1905 lors de l'ouverture à l'exploitation de la ligne Gyeongbu.
L'arrêt de la manutention des marchandises a lieu le 1er septembre 2010.

### Station de métro
La station de métro Seonghwan est mise en service le  20 janvier 2005,, lors du prolongement du réaménagement à deux voies électrifiées de la ligne Gyeongbu, de Byeongjeom à Cheonan, pour les services de la ligne 1 du métro de Séoul.

## Services aux voyageurs

### Accès et accueil
La station est établie au 237-5 Seonghwan 1-ro, dans le bourg Seonghwan-eup. Elle partage le bâtiment avec la gare ferroviaire, accessible par deux bouches situées de part et d'autre des voies. La station utilise les quais centraux extérieurs 1-2 et 7-8.

### Desserte
Seonghwan : est desservie par les rames de services omnibus et express de la ligne 1. Les quais sont équipés de portes palières.

Installations
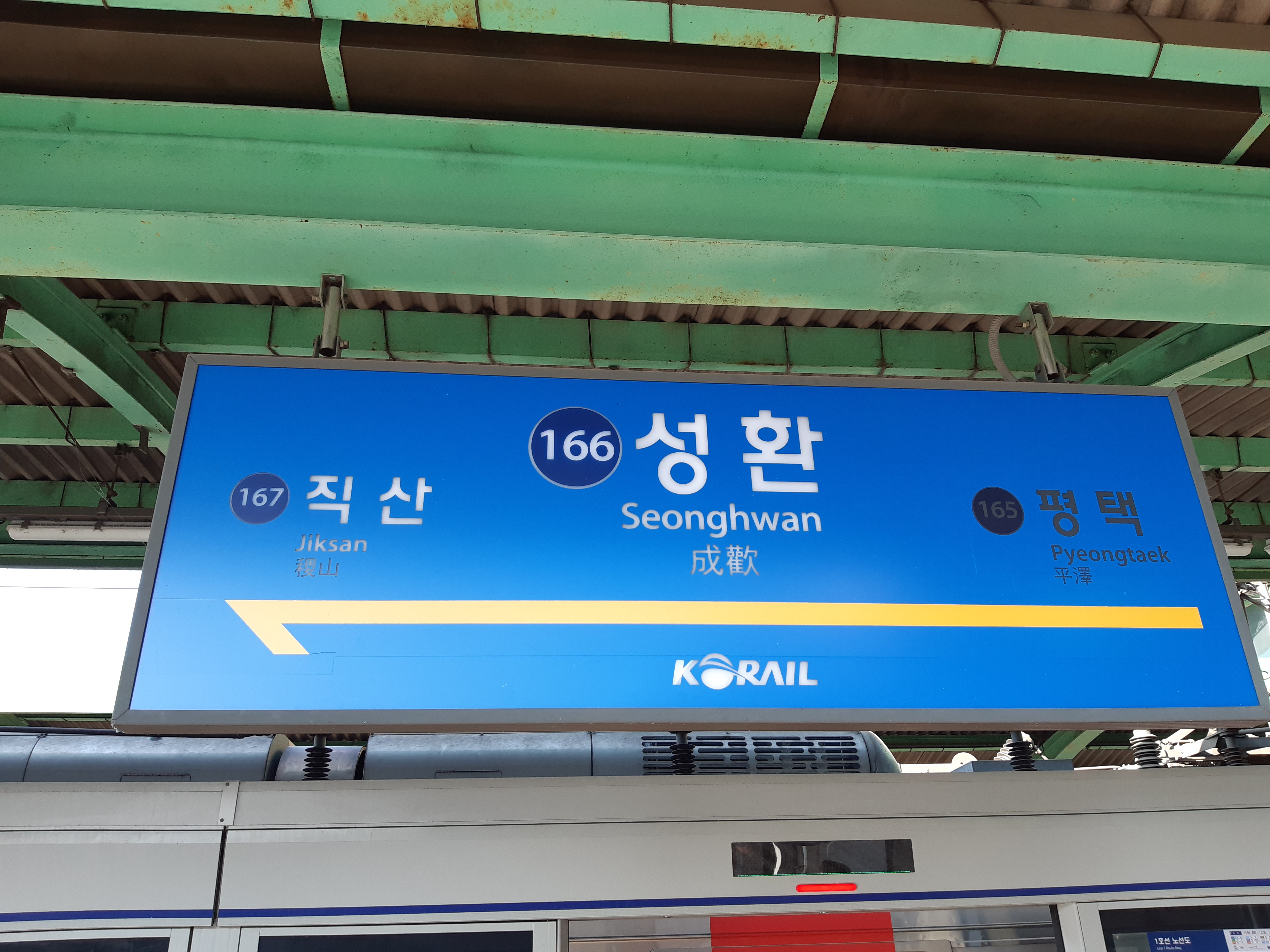
En 2021.
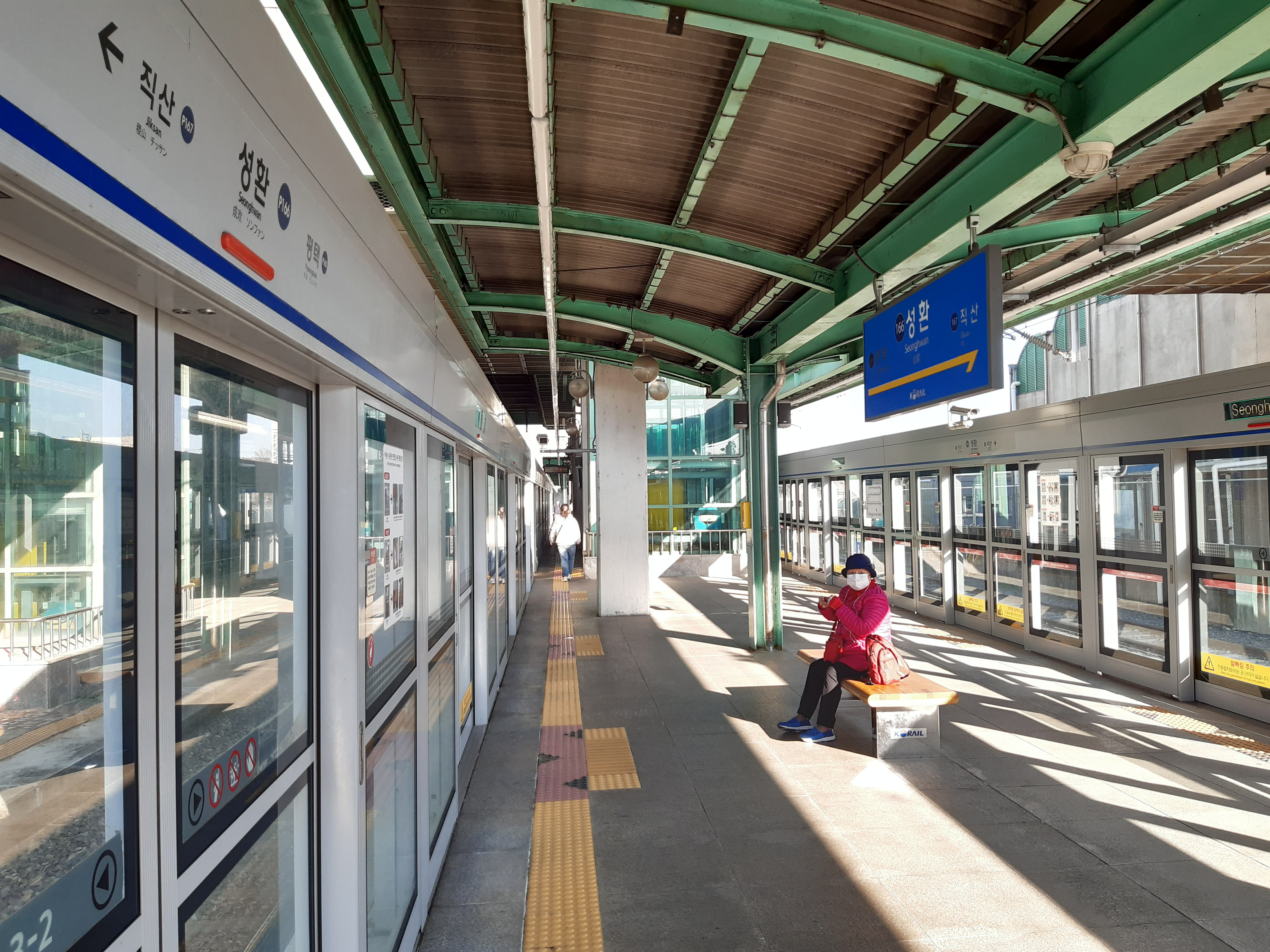
En 2021.

### Intermodalité
La station est en correspondance directe avec les quais desservis par les trains, notamment Mugunghwa, de la gare de Pyeongtaek. Des arrêts de bus sont situés à proximité des bouches.

## À proximité
Elle dessert notamment le site historique de Bongseon Honggyeongsa.